# Алексієвка (Совєтський район)
Алексі́євка (рос. Алексеевка, марій. Алексеевка) — присілок у складі Совєтського району Марій Ел, Росія. Входить до складу Алексієвського сільського поселення.

## Населення
Населення — 4 особи (2010; 13 у 2002).
Національний склад (станом на 2002 рік):
- марі — 77 %